# McDojo
McDojo je zažité označení pro pochybné kurzy sebeobrany. Slovo pochází z americké angličtiny a je tvořeno předponou „Mc“, inspirovanou řetězcem McDonald's, poukazující na silně komerční povahu kurzů a japonským slovem dódžó (anglicky „dojo“), označujícím školu bojového umění. Původ slova i původ této podvodné praktiky je nejasný.

## Znaky McDojo
Neexistuje jednotná definice tohoto pojmu, avšak jako poznávací znamení pochybných kurzů jsou obvykle uváděny tyto charakteristiky:
- Kult mistra: Instruktoři těchto kurzů se obvykle prezentují jako excelentní bojovníci/zápasníci, někdy uvádějí nedoložitelné životopisy uvádějící řadu úspěchů a dlouholetou praxi v oboru různých bojových umění a sebeobrany. V některých případech byli instruktoři usvědčeni z padělání certifikátů a klamavého uvádění afiliace ke známým organizacím vyučujícím bojová umění a sebeobranu. Tyto organizace se proti tomuto jednání často brání veřejně přístupnými seznamy svých poboček. Mezinárodní federace Brazilského Jiu-Jitsu IBJJF dokonce poskytuje kompletní seznam všech osob, kterým byl udělen černý pásek[5].
- Mysticismus: Techniky vyučované na těchto kurzech se v některých případech opírají o mystiku, např. manipulaci s chi, bojovou aplikaci akupresury nebo psychotroniku. V jiných případech jsou vyučované techniky vydávány za tajné techniky speciálních vojenských jednotek. V některých případech však mystický prvek zcela chybí.
- Komerce: Za jeden z hlavních znaků McDojo je považována vysoce komerční povaha kurzů, mj. vysoké členské poplatky, drahé vybavení prodávané provozovatelem nebo merchandasing. Na klienty jsou obvykle kladeny minimální nebo žádné fyzické nároky. Ke komerční povaze kurzů se také často vážou specifické marketingové strategie, např. používání kulturních prvků z tradičních asijských bojových umění, nošení vojenského oblečení instruktorem, a velmi často tvrzení, že vyučované techniky jsou zcela nenánoročné avšak stoprocentně účinné proti jakémukoliv útočníkovi.
- Zákaz sparingu a zápasení: Sparring nebo zápas by snadno vyvrátily efektivitu vyučovaných technik, proto bývá žákům těchto kurzů přísně zakázán. Jako odůvodnění bývá instruktory uváděna údajná extrémní nebezpečnost jimi vyučovaných technik.

## Tažení proti McDojo
Různí lidé po celém světě se snaží na tyto podvodné praktiky upozorňovat, pričemž obvykle zdůrazňují, že tato praktika ohrožuje klienty těchto kurzů falešným pocitem bezpečí a může vést k jejich vážnému zranění nebo úmrtí v případě, že budou napadeni. K tomuto účelu jsou často využívány sociální sítě. Jedním ze známých projektů k odhalování těchto praktik je McDojoLife.

### Gracie Challenge
V roce 1920 vyhlásil Carlos Gracie výzvu známou jako Gracie Challenge aby propagoval brazilské jiu-jitsu a dokázal své tvrzení, že jím využívaný styl je mnohem účinnější než ostatní styly zápasu a sebeobrany. Prohlásil, že se s kýmkoliv, kdo ho vyzve, utká ve vale tudo. Sám také vyzýval bojovníky ostatních stylů. V roce 1931 byl však poražen bojovníkem Manoelem Rufini dos Santos, který následně zpochybňoval Carlosovo tvrzení o brazilském Jiu-jitsu a upozorňoval na to, že se Carlos vyhýbal zápasům s dos Santosovými žáky. Následující rok byl Carlosem a jeho bratry Heliem a Georgem brutálně napaden a vážně zraněn, za což byli odsouzeni ke dvěma letům odnětí svobody. I přes kontroverzní počátky této výzvy je testování osatních škol bojových umění a sebeobrany významnou součástí brazilského Jiu-jitsu a v současnosti tak řada zápasníků v tomto stylu usiluje o odhalování McDojo.

### Xu Xiaodong
Xu Xiaodong je čínský bojovník MMA, který je známý zveřejňováním svých zápasů s lidmi, které považuje za provozovatele McDojo, na YouTube. Zaměřuje se především na mistry tchaj-ťi, kteří tvrdí, že jsou schopni porazit protivníka, aniž by se ho dotkli. Xu Xiaodong tvrdí, že je kvůli této činnosti perzekvován.

### Kontroverze
Kromě odhalování skutečných McDojo dochází i k nepodloženým obviněním různých škol a klubů z této podvodné praktiky. V rámci tažení proti McDojo někteří bojovníci přicházejí na tréninky a dopouštějí se obtěžování a napadení instruktorů ve snaze prokázat, že se s použitím technik, které vyučují, nedovedou ubránit.

## Právní aspekt
Výuka sebeobrany a bojových umění nepodléhá regulaci a tak provozování McDojo samo o sobě není právně napadnutelné. Pokud však ze strany instruktora dojde k padělání certifikátu nebo klamavého uvedení afiliace, dopouští se trestného činu podvodu se všemi právními důsledky.